# Pyrgocythara danae
Pyrgocythara danae é uma espécie de gastrópode do gênero Pyrgocythara, pertencente a família Mangeliidae.